# Scinax camposseabrai
Scinax camposseabrai é uma espécie de anfíbio da família Hylidae. Endêmica do Brasil, onde pode ser encontrada nos municípios de Maracás, Igaporã e Curaçá, no estado da Bahia, e no município de Matias Cardoso, no estado de Minas Gerais.